# Ротатек
РотаТек (англ. RotaTeq) — вакцина против ротавирусной инфекции человека производства компании Merck & Co . РотаТек защищает от ротавирусов серотипов G1, G2, G3, G4 и серотипов G, содержащих PIA, вызывающих гастроэнтерит в детском возрасте. Ротавирусная инфекция может вызывать диарею, которая является одной из основных причин младенческой смертности.

## Общая информация
Ротавирусная инфекция — инфекционное заболевание, являющееся наиболее частой причиной диареи у детей. Ротавирус относят к одному из главных возбудителей инфекционной диареи: среди этиологически расшифрованных вирусных диарей ротавирус выявляется в 65 % случаев, причем 17,8 % смертельных диарей связаны с ротавирусом. Ежегодно с ротавирусным гастроэнтеритом связано 197 тыс. смертей, то есть каждый час от этой инфекции погибает 23 ребенка. РотаТек защищает от инфицирования 5 самыми опасными типами вируса, вызывающими гастроэнтерит: G2P, GIP, G3P, G4P и G9P.

## Показания
Вакцина РотаТек показана детям в возрасте от 6 до 32 недель жизни с целью профилактики гастроэнтерита. Вакцина представляет собой раствор в объеме 2 мл, который вводится ребенку через рот. Курс вакцинации состоит из 3-х доз вакцины с интервалом между введениями от 4 до 10 недель. Все три дозы рекомендуется вводить до достижения ребенком возраста 32 недель. Вакцину РотаТек можно применять у недоношенных детей, родившихся при сроке беременности не менее 25 недель — в этом случае, вакцину таким детям вводят не ранее чем через 6 недель после рождения.

## Применение вакцины

### В других странах
Ротавирусные вакцины лицензированы в более чем 100 странах мира, в 17 из них введена плановая вакцинация. После введения плановой вакцинации в США в 2006 году уровень заболеваемости ротавирусным гастроэнтеритом «быстро и значительно» снизился. По расчетам ВОЗ, в 2008 году в мире было зафиксировано приблизительно 453 000 смертельных исходов среди детей, связанных с заболеванием ротавирусным гастроэнтеритом.
ВОЗ напоминает, что первую дозу ротавирусной вакцины необходимо вводить как можно раньше — по достижении ребенком 6-недельного возраста. Прививка также показана младенцам, которые уже пострадали от ротавирусной инфекции. Вакцинация доступна в бюджетных поликлиниках в прививочных кабинетах, а также в частных медцентрах в зависимости от региона.

### В России
В России в настоящее время зарегистрирована и разрешена к использованию вакцина RV5 («РотаТек»). Всемирная организация здравоохранения рекомендует внедрить вакцинацию от ротавирусной инфекции в Национальный календарь профилактических прививок и рассматривать это профилактическое направление как приоритетное.
В январе 2019 года в рамках календаря прививок Минздрав разработал программу «Вакцинопрофилактика ротавирусной инфекции на территории Оренбургской области», в ходе которой была начата вакцинация грудных детей от ротавирусной инфекции в детских поликлиниках. Такая работа уже проводится в нескольких российских регионах.

## Состав
- Реассортанты типов G1, G2, G3, G4, P1A[1]
- Натрия цитрата дигидрат
- Натрия дигидрофосфата моногидрат
- Полисорбат-80
- Сахароза
- Натрия гидрокисид
- Ротавирусный растворитель

## Безопасность
Вакцина РотаТек хорошо переносится. При изучении безопасности учитывались любые нежелательные явления, развивающиеся в поствакцинальном периоде в течение 1 мес. При этом большинство из них (инфекции верхних дыхательных путей, ринит, отит и пр., а во многих случаях и диарея) не имели этиопатогенетической связи с вакцинацией и являлись случайно совпавшими по времени заболеваниями в поствакцинальном периоде.
Данных по применению вакцины при беременности и/или в период грудного вскармливания нет. Вакцину можно применять у недоношенных детей, родившихся при сроке беременности не менее 25 нед; препарат следует вводить таким детям не ранее чем через 6 нед после рождения. При решении о вакцинации ребенка с тяжелой степенью недоношенности необходимо соблюдать осторожность и проводить процедуру в стационарных условиях под наблюдением врача.
Применение вакцины РотаТек следует осуществлять с осторожностью у новорожденных с желудочно-кишечными заболеваниями (включая хроническую диарею) и с задержкой развития. По данным исследования The Rotavirus Efficacy and Safety Trial (REST V260-006) риск инвагинации при использовании вакцины оценивался как 1-2 случая на 100 000 привитых. Неизвестно, связана ли регистрация более высокого числа случаев инвагинации кишечника с более длительным периодом наблюдения за детьми, которым вводили вакцину.
Вакцину РотаТек запрещено вводить инъекционно. Можно использовать одновременно (в один день) с любыми вакцинами Национального календаря профилактических прививок и прививок по эпидемическим показания кроме вакцины БЦЖ/БЦЖ-м.

## Эффективность
В настоящее время в мировой практике накоплен большой опыт применения вакцины РотаТек, в результате чего подтверждена ее иммунологическая и клиническая эффективность. После полного курса применения вакцины у 92,5-100 % вакцинированных в сыворотке наблюдается значительное повышение антител к ротавирусу серотипов G1, G2, G3, G4 и серотипов G, содержащих PIA.
При анализе комбинированного ретроспективного исследования REST эффективность вакцины против ротавирусного гастроэнтерита (любой степени тяжести), вызванного серотипами GI, G2, G3 и G4, составила 61,5 % среди детей, получивших третью дозу препарата в возрасте от 26 до 32 (включительно) недель.
В Финляндии было проведено дополнительное исследование в рамках исследования REST. В финском дополнительном исследовании (FES) наблюдали группу из 20736 детей, ранее участвовавших в исследовании REST. В исследовании FES детей наблюдали в течение до 3 лет после вакцинации.
На основе объединенных данных REST и FES уменьшение числа случаев госпитализаций и обращений за неотложной помощью по поводу ротавирусного гастроэнтерита в течение 3 лет после вакцинации составило 94,4 % для генотипов G l-G4, 95,5 % для генотипа G 1, 81,9 % для генотипа G2, 89,0 % для генотипа G3, 83,4 % для генотипа G4 и 94,2 для генотипа G9. В течение третьего года обращений за медицинской помощью по поводу ротавирусного гастроэнтерита зафиксировано не было.
В исследовании REST вакцину Рота Тек ввели примерно 1000 детям, родившимся при сроке беременности от 25 до 36 недель. Эффективность вакцины РотаТек у данной подгруппы не отличалась от подгруппы детей, родившихся в срок.
Вакцинация не только приводит к снижению уровня заболеваемости ротавирусной инфекцией, но и защищает от тяжелых форм заболевания, что было неоднократно доказано в ходе многочисленных клинических исследований. Так, по данным американских исследователей, после начала массовой иммунизации против ротавирусной инфекции эффективность вакцины в профилактике гастроэнтерита любой тяжести составила 68-75 %, в отношении тяжелой формы ― 100 %, уровень госпитализации пациентов с гастроэнтерита среднетяжелых и тяжелых форм также значительно снизился — на 86 %.